# Vicky Calavia
Vicky Calavia (Zaragoza, 10 de noviembre de 1971- ) es una cineasta, documentalista, gestora cultural, programadora, realizadora y productora española. En 2007 se convirtió en la directora de la muestra audiovisual Proyectaragón.

## Biografía
De pequeña quería ser astrónoma, pero posteriormente derivó su interés hacia la biología y realizó la carrera de Veterinaria. Aunque -ha explicado en entrevistas- que su verdadera pasión era el cine, al que se dedicó finalmente a pesar de no existir estudios cinematográficos en Zaragoza realizando por un lado diversos cursos sobre guion, narración, proyección y técnica audiovisual, análisis fílmico, realización, etc. y por otro lado a través de un aprendizaje autodidacta con lecturas y visionado de cine.
Programa y dirige festivales y muestras de cine, como Travesía (2003), Inventario (2004-2006), Zaragoza en Corto (2018-2019) o ProyectAragón (2007-2019), cuyos objetivos son difundir, exhibir, mostrar e informar de lo que se hace en Aragón en materia de cine, video y televisión. ProyectAragón era una muestra que englobó a los realizadores aragoneses tanto si viven dentro o fuera de la Comunidad, a lo largo de doce años de gran actividad, por los que pasaraon creadores de todo tipo de géneros, técnicas y narrativas. Desde el 2012 dirige el Festival Internacional La mirada tabú, que en 2020 ha realizado su VII Edición con gran éxito de obras a concurso.
Docente desde 1999 de historia y análisis cinematográfico, lenguaje audiovisual y teoría y praxis de cine (dirección, guion y producción), experta en género documental y narrativas experimentales.
Es directora, guionista y productora audiovisual de documentales, spots, vídeo arte. Es gestora cultural y directora de proyectos culturales y cinematográficos como cursos, seminarios, festivales, exposiciones, recreaciones de cine.
Experta en cine y localizaciones, realizó el proyecto europeo FILMSET. Realiza contenidos de cine y cultura para las redes sociales de la Fundación Acín, y para sus propios proyectos documentales.
Entre otras organizaciones es socia de la Academia de las artes y las ciencias cinematográficas de España) y CIMA, Asociación Española de Mujeres Cineastas y de Medios Audiovisuales).

## Obras
- Manuel Rotellar. Apuntes desde la fila 8. (2009). Un documento visual que se acerca a la vida y la labor cinematográfica de Manuel Rotellar, escritor, historiador, periodista, actor, crítico de cine y director de la Filmoteca de Zaragoza, a través del testimonio de diferentes personajes de la cultura aragonesa que compartieron una parte de su recorrido vital y cinematográfico junto a él. Dirección y producción: Vicky Calavia. Guion: Javier Estella y Vicky Calavia.[7]
- La proyección de los sueños. Alberto Sánchez. (2011). Dirección, guion y producción: Vicky Calavia.[8]
- Canto a la libertad. Himno de Aragón. (2011). Producido por la “Comisión Promotora de la Iniciativa Legislativa Popular para la adopción del Canto a la Libertad como Himno oficial de Aragón” (reconvertida en Plataforma Ciudadana tras la completar sus actividades dicha Comisión Promotora). Tras el fallecimiento de José Antonio Labordeta el 19 de septiembre de 2010, un centenar de entidades de todo tipo presentó una iniciativa legislativa popular para convertir el Canto a la Libertad, su canción más emblemática, en el himno oficial de Aragón. Realización y Edición: Vicky Calavia, Alberto Pérez. Guion: José Ignacio López Susín, Carlos Serrano.
- Tu alma es un paisaje escogido (vídeo poesía, 2011), sobre la relación literaria y amistosa de André Breton y Jacques Vaché.
- Espacios habitados. (2012). Un trabajo propuesto y gestionado por la oficina del Plan Integral del Casco Histórico para mostrar el día a día de sus espacios, sus gentes, sus rincones, así como para difundir entre todos este espacio habitado de nuestra ciudad, Zaragoza. Dirección y guion: Vicky Calavia.[8]
- Por qué escribo. (2013). Una reflexión sobre la pasión por la escritura, la creación y la vida. Un homenaje al escritor zaragozano Félix Romeo. Dirección: Gaizka Urresti y Vicky Calavia.[7]
- Aragón Rodado. (2014). Es un largometraje documental que mira al paisaje aragonés. Dirigido por Vicky Calavia y conducido por Luis Alegre, con la colaboración de Mark Albela, José Luis Alcaine, Francisco Betriu, Yvonne Blake, Tirso Calero , Sol Carnicero, Manuel de Blas, Juan Diego, José Luis Escolar, Ana Gracia, Julia Juániz, Miguel Ángel Lamata, Ignacio Machín, Ignacio Martínez de Pisón, Jordi Mollá, Willy Montesinos, Félix Murcia, Paula Ortiz, Antonio Resines, Pedro Rodríguez, Jorge Sanz, Antonio Saura, Carlos Saura, Fernando Trueba y Maribel Verdú.[8]

- María Domínguez. La palabra libre. (2015). Documental sobre María Domínguez Remón (Pozuelo de Aragón,1882 – Fuendejalón, 7-9-1936, Zaragoza, España). Fue la primera alcaldesa de la Segunda República Española (en Gallur, 1932), periodista, conferenciante y maestra, autora del libro Opiniones de mujeres (1934), publicado por la Editorial Castro de Madrid y prologado por Hildegart Rodríguez. Un retrato de este personaje a través de los testimonios de personajes relacionados con la cultura, la literatura, la política, la historia de España, la enseñanza y el feminismo. El documental reivindica los valores que ella defendió: la igualdad de la mujer, la libertad de pensamiento, el sufragio universal, el voto femenino, la lucha contra la opresión, la liberación de los prejuicios culturales y religiosos, la enseñanza, la cultura como motor de cambio, la superación, el valor, el amor no impuesto sino elegido libremente, el hecho de plasmar los ideales en acciones concretas. Dirección y guion: Vicky Calavia.[8]
- Eduardo Ducay. El cine que siempre estuvo ahí. (2015). Documental sobre la figura del productor Eduardo Ducay, que impulsó a lo largo de su carrera hitos cinematográficos tan importantes como Tristana, de Luis Buñuel, El bosque animado de José Luis Cuerda, la serie de televisión La Regenta, de Fernando Méndez-Leite, o Padre nuestro de Paco Regueiro. También destacó por su impulso en la creación del cine club Zaragoza en los años 40, la crítica y traducción de cine y su participación en las conversaciones de Salamanca, fundamentales para el futuro cine español.[8]

- Píldoras por amor (2016). Memoria histórica, memoria de la vida personal, memoria de unos profesionales que entendieron y lucharon con su conocimiento experto por la vida sexual libre de jóvenes y casados, por la legalización de la píldora para prevenir embarazos no deseados y por la educación sexual entre 1970 y 1980. Guion y dirección: Vicky Calavia.

- La ciudad de las mujeres. (2016). La ciudad de las mujeres es un proyecto documental y fotográfico que posa su mirada sobre mujeres creadoras que desarrollan su trabajo y su vocación en la ciudad de Zaragoza. Participan la artista plástica Helena Santolaya, la vedette Inma Chopo, la directora teatral Cristina Yánez, la coreógrafa Emilia Baylo, la librera y editora Eva Cosculluela, la galerista Patricia Rodrigo, la ilustradora Agnes Daroca, la arquitecta Patricia di Monte, la actriz Marisol Aznar y la cantante Pato Badián.[8]
- María Moliner. Tendiendo palabras. (2017). Documental que rinde homenaje a la mujer que escribió el Diccionario de Uso del Español.[8]
- FilmSet. Cine y turismo (5 documentales de 5 minutos cada uno, 2017). Proyecto europeo con Bélgica, Reino Unido, Francia, Italia y España.
- Luchar por Europa: la huella de Brandt (documental, 12 min., 2017). Seleccionado en Tiempo de Historia, sección internacional, Seminci 2018.
- La Almunia. Se Rueda! (documental 15 min., 2017 / spot 20 s, 2017)
- Al Este. Aragón & Cataluña (documental, 46 min., 2017)
- Recosiros. (2018). Documental sobre la memoria de la literatura en aragonés desde el siglo XIV con entrevistas a Óscar Latas, Marta Marín, Conchi Girón, Rafel Vidaller, a los profesores universitarios José Ángel Sánchez y Víctor Juan, a los del Diploma en Filología Aragonesa y escritores Pilar Benítez y Chusé Inazio Nabarro.[9]
- Ramón Perdiguer: Coleccionista de sueños. (2018). Directores: Veki Films.[8]
- Emilia Baylo (documental, 6 min., 2018)
- Spot “Ruta de cine Jamón Jamón” (spot, 5 min., 2018)
- Volver a Aragón (documental, 15 min., 2018)
- En tu piel (documental, 15 min., 2018)
- Natividad Zaro. En voz alta (documental, 87 min., 2019). En postproducción

## Hablando de Cine
En 2012 creó el grupo Habladores de cine, que realiza actividades en torno a la crítica cinematográfica a raíz del curso de análisis fílmico Hablando de cine, que imparte.

## Premios
Premios Simón
| Año  | Categoría        | Película                                      | Resultado |
| ---- | ---------------- | --------------------------------------------- | --------- |
| 2015 | Mejor documental | Eduardo Ducay. El cine que siempre estuvo ahí | Ganadora  |
| 2016 | Mejor documental | La ciudad de las mujeres                      | Ganadora  |

- Premio SCIFE Mejor Difusión Cine: Travesía (exposición comisariada por Vicky Calavia). Fuentes de Ebro, 2003
- Premio AIPEP Difusión del Audiovisual. Zaragoza, 2005
- BOCINA DE PIEDRA Premio a la Difusión del cine aragonés para PROYECTARAGON, Jornadas de Cine Mudo de Uncastillo, 2011
- Premio Festival Cine y Salud Ámbito Aragonés a PROYECTARAGÓN Muestra Audiovisual Aragonesa (directora, Vicky Calavia), Gobierno de Aragón, 2011
- Premio ALBERTO SÁNCHEZ “Difusión cine aragonés” a PROYECTARAGON. Muestra de cine Delicias, Zaragoza, 2012
- Premio FESTIVAL DE CINE DE ZARAGOZA al Mejor Documental Nacional  por “Por qué escribo”, 2013.
- Premio ARAME (Asociación de Mujeres Empresarias de Aragón) a la Innovación y Creatividad 2015, Cámara de Comercio, Zaragoza.
- Becada por OEI (Organización de Estados Iberoamericanos) y el Ayuntamiento de Zaragoza para la realización del proyecto iberoamericano Movilízate en Tijuana, México, 2015.
- Premio BIZNAGA DE PLATA MUJER EN ESCENA-AFIRMANDO LOS DERECHOS DE LA MUJER MEJOR DOCUMENTAL LARGOMETRAJE por “María Domínguez. La palabra libre” en el Festival de Cine de Málaga 2016.
- Premio AUGUSTO al MEJOR DOCUMENTAL por “Eduardo Ducay. El cine que siempre estuvo ahí”, Festival de Cine de Zaragoza, 2016.
- Premio del Público en el Festival Internacional Buñuel-Calanda por “María Moliner. Tendiendo palabras”, 2017.
- Premio Fundación 29J “Cultura”, 2018.